# Bhanga
Bhanga är ett underdistrikt i Bangladesh. Det ligger i den centrala delen av landet, 60 kilometer sydväst om huvudstaden Dhaka.
Trakten runt Bhanga består till största delen av jordbruksmark. Runt Bhanga är det mycket tätbefolkat, med 1 463 invånare per kvadratkilometer.